# Corynomalus erotyloides
Corynomalus erotyloides es una especie de coleóptero de la familia Endomychidae.

## Distribución geográfica
Habita en Colombia.